# Landwehr (Radevormwald)
Landwehr ist eine Ortschaft in Radevormwald im Oberbergischen Kreis im nordrhein-westfälischen Regierungsbezirk Köln in Deutschland.

## Lage
Der Ort liegt im Norden des Stadtgebiets an der Grenze zum Stadtgebiet von Ennepetal. Diese Grenze markiert gleichzeitig die Gebiete von Sauerland (Westfalen) und Bergisches Land (Rheinland). Die Nachbarorte sind Jakobsholt, Singerhof, Obernhof und Freudenberg. Im Ort entspringt ein Quellbach des Freebachs, welcher in ein Vorbecken der Heilenbecker Talsperre mündet. Die Bundesstraße 483 führt durch den Ort. Südlich von Landwehr zweigt die Landesstraße 130 Richtung Radevormwald-Dahlhausen ab.

## Geschichte
Der im Wald an der nördlichen Ortsgrenze vorbeiführende Teilabschnitt der Bergischen Landwehr, welcher von Wuppertal-Elberfeld bis nach Marienheide-Krommenohl reichte, sicherte das Bergische Territorium vor Einfällen aus dem Märkischen. Der Heimatforscher Gerd Helbeck datiert die Entstehung dieser Landwehr auf das frühe 14. Jahrhundert.
In der Karte Topographische Aufnahme der Rheinlande von 1825 wird der Ort mit der Bezeichnung „a. d. Landwehr“ benannt. Auf zwei umgrenzten Hofräumen zeigt diese Karte drei Gebäudegrundrisse. Die heute gebräuchliche Ortsbezeichnung „Landwehr“ verwenden die topografische Karten ab der Ausgabe von 1892 bis 1894.

## Busverbindungen
Über die im Ort gelegene Haltestelle der Linie 339 (VRS/OVAG) ist Landwehr an den öffentlichen Personennahverkehr angebunden.